# Monica Cirinnà

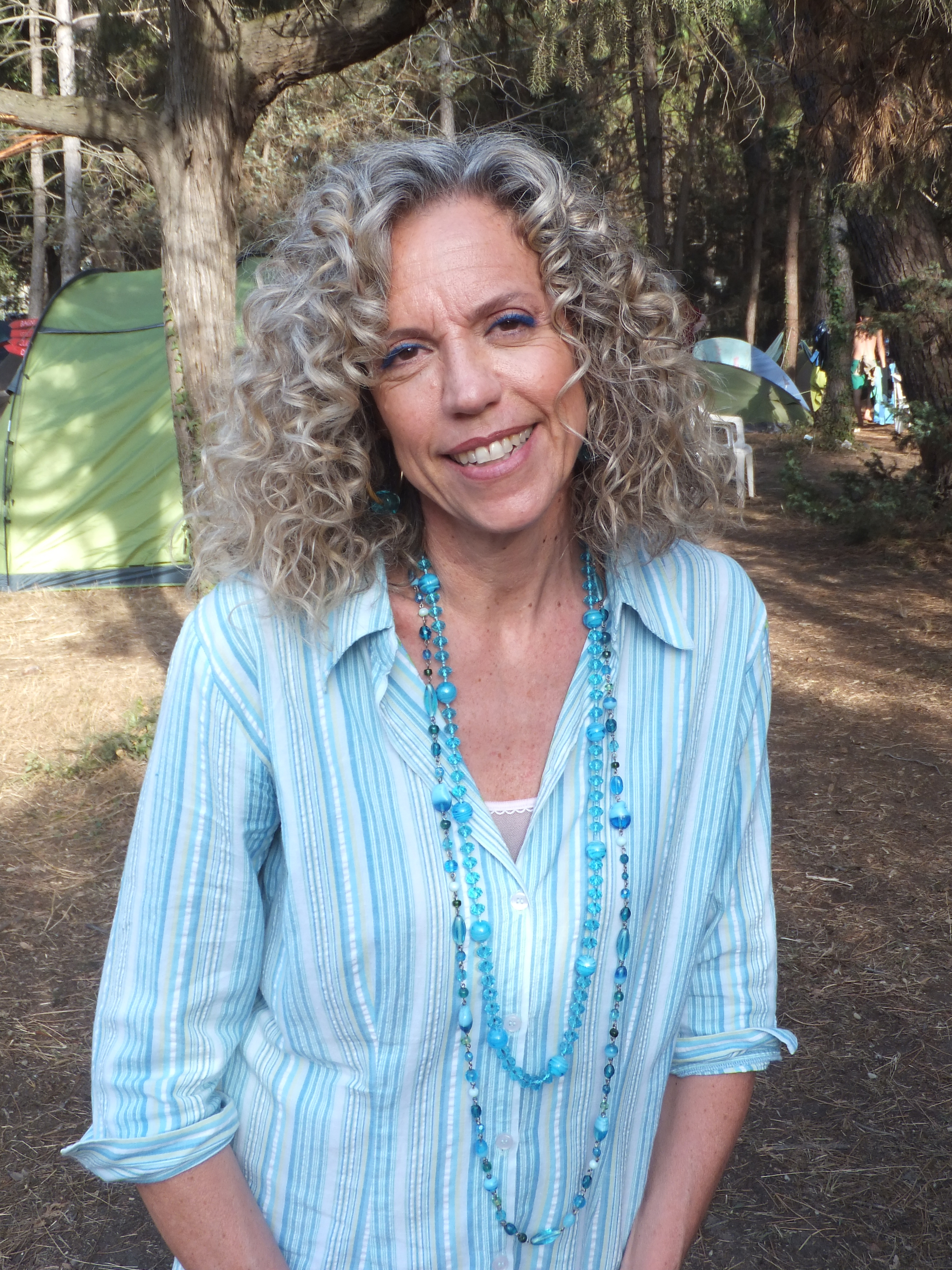
Monica Cirinnà (2016)

Monica Cirinnà (* 15. Februar 1963 in Rom) ist eine italienische Politikerin des Partito Democratico. Sie ist seit 2013 Senatorin.

## Leben
Cirinnà studierte Rechtswissenschaften an der Universität La Sapienza.
Sie ist mit dem Politiker Esterino Montino (2001–2008 Senator; seit 2013 Bürgermeister von Fiumicino) verheiratet.

## Politische Karriere
Als Vertreterin der Mitte-links-Liste L’Ulivo bzw. der Partito Democratico (PD) war Cirinnà 2006 bis 2013 Mitglied des Gemeinderats von Rom. Seit 2013 ist sie Mitglied des italienischen Senats, wo sie die Region Latium vertritt. Sie gehört dem Justizausschuss an. Ihr Name ist mit dem Gesetz für ein Lebenspartnerschaftsgesetz nach deutschem Vorbild, dass sie als erste unterzeichnete und im Sommer 2015 im Senat einbrachte, verbunden.